# Сан-Жуан-Батішта (Бежа)
Сан-Жуан-Батішта (порт. São João Batista; МФА: [ˈsɐ̃w ʒu.ˈɐ̃w bɐp.ˈtiʃ.tɐ]) — парафія в Португалії, у муніципалітеті Бежа. Розташована в південній частині країни, на теренах історичної португальської провінції Алентежу. Входить до складу округу Бежа. За адміністративним поділом, чинним до 1976 року, терени парафії були складовою провінції Нижнє Алентежу. Належить до Безької діоцезії Католицької церкви. Патрон — Іван Хреститель. Площа — 8,2111 км². Населення — 6395 ос. (2011). Середньо урбанізований регіон. Густота населення — 778,82 осіб/км²
. Код — 020515.

## Населення
| Кількість мешканців | Кількість мешканців | Кількість мешканців | Кількість мешканців | Кількість мешканців | Кількість мешканців | Кількість мешканців | Кількість мешканців | Кількість мешканців | Кількість мешканців | Кількість мешканців | Кількість мешканців | Кількість мешканців | Кількість мешканців | Кількість мешканців |
| ------------------- | ------------------- | ------------------- | ------------------- | ------------------- | ------------------- | ------------------- | ------------------- | ------------------- | ------------------- | ------------------- | ------------------- | ------------------- | ------------------- | ------------------- |
| 1864                | 1878                | 1890                | 1900                | 1911                | 1920                | 1930                | 1940                | 1950                | 1960                | 1970                | 1981                | 1991                | 2001                | 2011                |
| 2 011               | 2 143               | 2 448               | 2 425               | 2 799               | 2 501               | 3 094               | 3 104               | 3 599               | 3 625               | 3 934               | 5 553               | 5 774               | 6 268               | 6 395               |